# Mistrovství Československa v krasobruslení 1981
Mistrovství Československa v krasobruslení 1981 se konalo 9. ledna až 11. ledna 1981 v Košicích na stadiónu místní Lokomotivy.

## Medaile
| Kategorie      | Zlato                           | Zlato                           | Stříbro                         | Stříbro                         | Bronz                           | Bronz                           |
| Muži           | Jozef Sabovčík                  | 2                               | Ivan Králík                     | 4, 8                            | Josef Šenk                      | 5, 6                            |
| Ženy           | Renata Baierová                 | 2, 8                            | Hana Veselá                     | 5                               | Barbora Knotková                | 6                               |
| Sportovní páry | v této kategorii se nesoutěžilo | v této kategorii se nesoutěžilo | v této kategorii se nesoutěžilo | v této kategorii se nesoutěžilo | v této kategorii se nesoutěžilo | v této kategorii se nesoutěžilo |
| Taneční páry   | Jana Beránková Jan Barták       | 2                               | Jindra Holá Karol Foltán        | 3                               | Věra Mináríková Ivan Havránek   | 6                               |